# Foyers Aluminium Works
Die Foyers Aluminium Works sind eine ehemalige Aluminiumhütte in der schottischen Ortschaft Foyers. Die erhaltenen Bauwerke sind in den schottischen Denkmallisten in den Kategorien A beziehungsweise C gelistet. Des Weiteren bilden die Bauwerke zusammen ein Denkmalensemble der Kategorie A.

## Geschichte

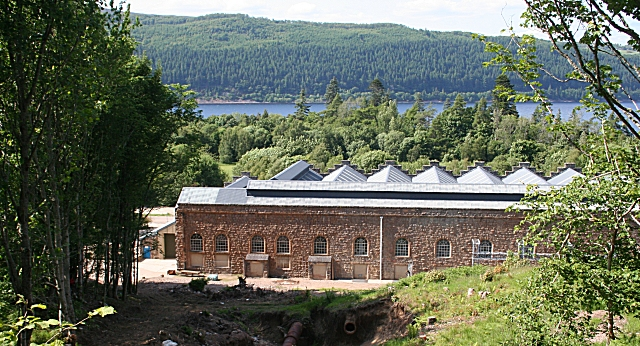
Foyers Aluminium Works

Die 1894 gegründete staatliche British Aluminium plante zunächst die Errichtung zweier Aluminiumhütten. Im Folgejahr nahmen die Hütte im nordirischen Larne und die Foyers Aluminium Works als erste Hütten des Unternehmens ihren Betrieb auf. 1897 deckte die Hütte etwa ein Zehntel des weltweiten Aluminiumbedarfs. 1908 waren dort etwa 600 Personen beschäftigt. 1909 folgte mit den deutlich größer dimensionierten Kinlochleven Aluminium Works die zweite Aluminiumhütte in Schottland, die etwa die sechsfache Kapazität des Werkes in Foyers besaß. Wurde zunächst bei Larne abgebautes Bauxit per Schiff nach Foyers geliefert, wurde das Bauxit später aus Ghana geliefert und in Burntisland aufgereinigt. Als Schiffsweg diente der durch den Loch Ness führende Caledonian Canal, an welchem die Hütte einen Anleger besaß. 1958 wurde British Aluminium übernommen und seitdem mehrfach verkauft oder durch Fusion neuen Konzernen einverleibt. Aufgrund ihrer geringen Kapazität erwies sich der Betrieb der Foyers Aluminium Works im Jahre 1967 als nicht mehr wirtschaftlich. Die Hütte wurde im selben Jahr aufgelassen und teilweise abgetragen.

## Beschreibung
Die Foyers Aluminium Works liegen am Rand von Foyers am Südufer des Loch Ness nahe der Mündung des Foyers. Zur elektrischen Versorgung der energieintensiven Aluminiumhütte gehörte zum Bau bereits ein Wasserkraftwerk. Bei diesem handelte es sich zwar nicht um das erste Wasserkraftwerk am Loch Ness, da wenige Jahre zuvor bereits eine kleine Anlage zur Versorgung der Fort Augustus Abbey eingerichtet worden war, jedoch um das früheste kommerziell genutzte, größere Wasserkraftwerk Schottlands.
Die Foyers Aluminium Works wurden bis 1896 für die British Aluminium Company errichtet. Die Planung übernahm vermutlich Cameron & Burnett in Zusammenarbeit mit Lord Kelvin als technischem Berater. Das Mauerwerk des Komplexes besteht aus ungleichförmigen, bossierten Quadern. Die längsseitig verbundenen Satteldächer sind mit Wellblech eingedeckt und mit Staffelgiebeln ausgeführt. Schlichte Pilaster gliedern die Fassade vertikal. Sie schließen an einem durchgängigen Zierband. In den Obergeschossen sind Rundbogenfenster und in den Giebeln Rundfenster eingelassen.

### Wasserkraftwerk
Zur Wasserversorgung des Kraftwerks wurden die nahegelegenen Seen Loch Garth und Loch Farraline zu einem großen See, dem Loch Mhòr, aufgestaut. Hierzu wurde der Abfluss, Gourag, der nach kurzer Strecke in den Foyers mündet, durch ein Mauerwerkssperrwerk aufgestaut. Mit seinem Türmchen weist das Sperrwerk, ebenso wie die Aluminiumhütte selbst, Merkmale der Burgenarchitektur, genauer des Scottish-Baronial-Stils auf. Das dem Stausee entnommene Wasser wird über ein drei Kilometer langes System aus Tunneln und Druckleitungen dem Kraftwerksgebäude neben der Hütte zugeführt. Eine weitere Entnahmestelle wurde am Foyers kurz vor den Falls of Foyers eingerichtet. Dort wird ein Teil des Foyers in ein D-förmiges Bassin abgeleitet, das über einen in den Fels getriebenen Tunnel Druckröhren speist, die zum Kraftwerk führen. Das Kraftwerk verfügte über fünf Girard-Turbinen Schweizer Herstellung, die zwei Generatoren von jeweils 150 Megawatt Leistung speisen. Die Höhendifferenz zwischen Loch Mhòr und den Turbinen beträgt 179 Meter. Bei Stromspitzen konnte der Stausee auch als Speicher genutzt werden, indem die Laufrichtung der Generatoren und Turbinen umgekehrt wurde. Nach Auflassen der Hütte wurde das Kraftwerk obsolet. Heute wird dort noch eine kleine Turbine mit 5-MW-Generator betrieben.

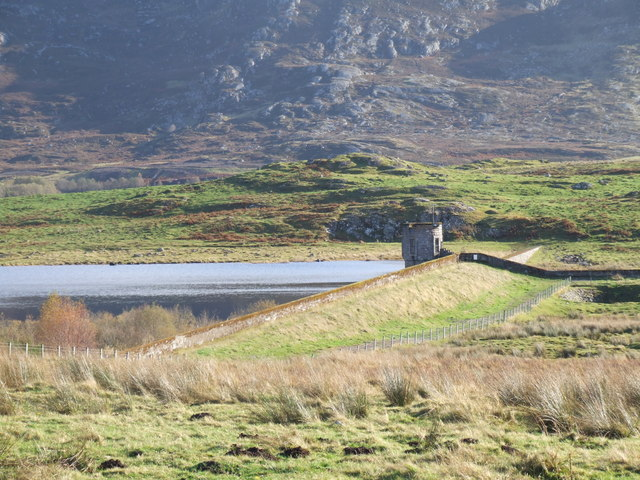
Sperrwerk von Loch Mhòr
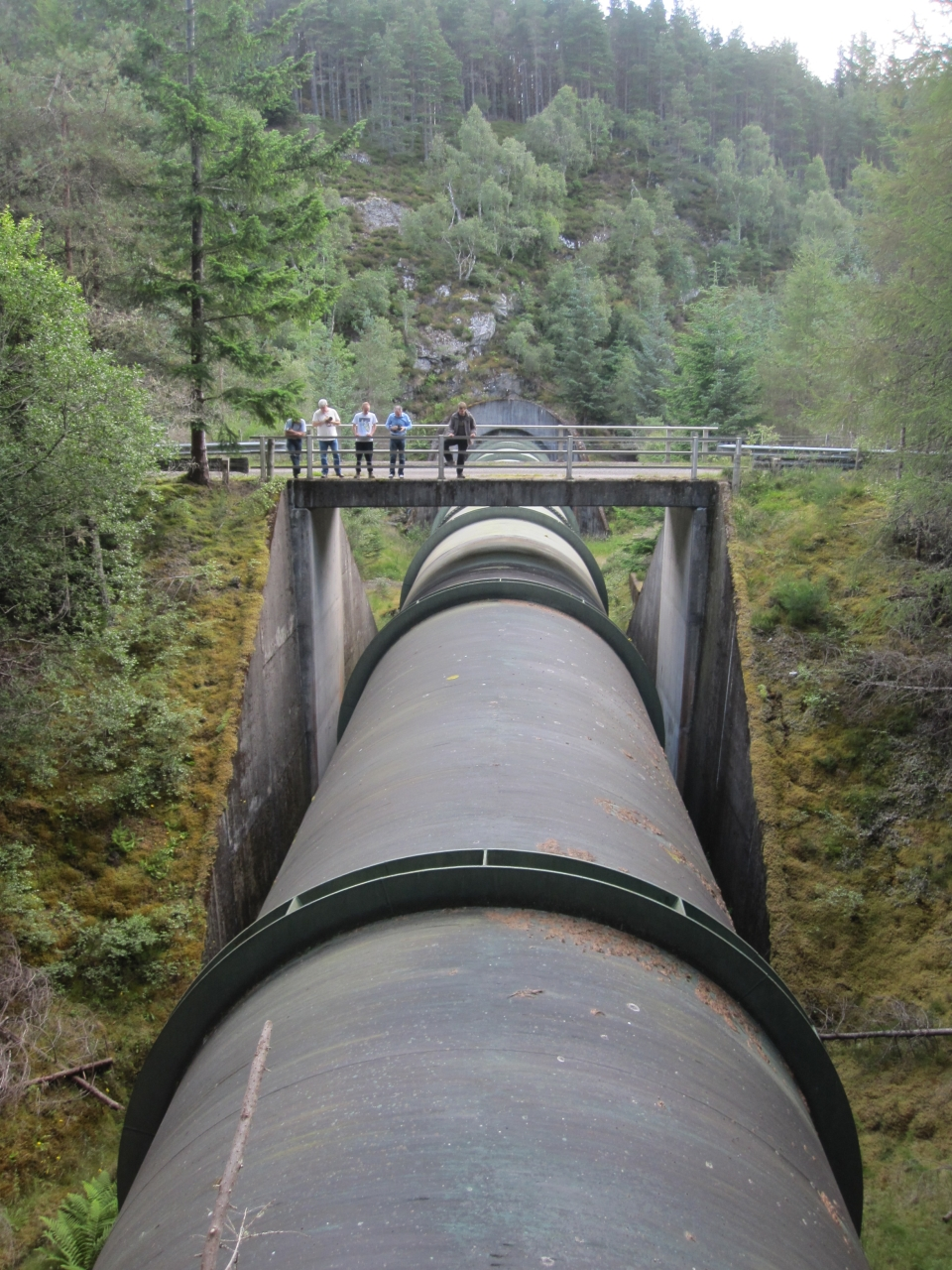
Druckleitung des Wasserkraftwerks
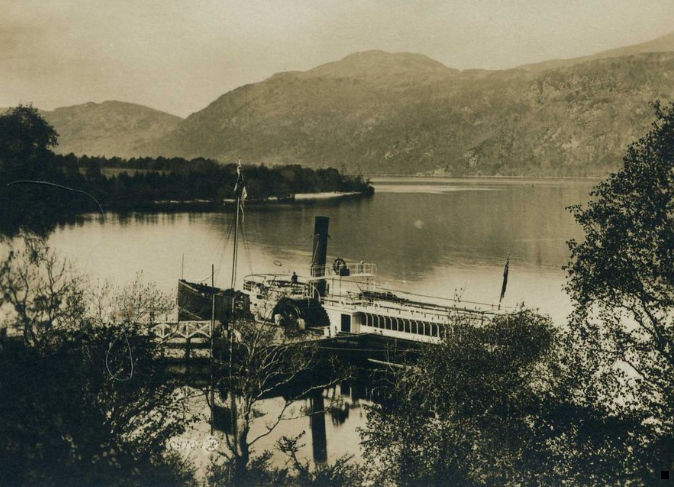
Schiffsanleger des Hüttenwerks